# Achmat-Jurt
Achmat-Jurt (ros. Ахмат-Юрт, czecz. Ахьмад-Йурт), do 2019 roku Centaroj (ros. Центарой) – wieś w Czeczenii, w rejonie kurczałojewskim. Według danych z 2021 roku zamieszkiwana przez 8990 osób.
W 2019 roku zmieniono nazwę wsi z Centaroj na Achmat-Jurt, by upamiętnić prezydenta Czeczenii Achmata Kadyrowa.